# Botopasi
Botopasi o Boto-Pasi es una localidad de Surinam ubicada en el distrito de Sipaliwini a orillas del río Surinam. En 2001, tenía una población de aproximadamente 740 habitantes.